# Aleksander Gawroński
Aleksander Gawroński (ur. 25 października 1939 w Warszawie, zm. 21 kwietnia 2003) – polski aktor filmowy, teatralny i dubbingowy.
W teatrze zadebiutował w 1961 roku, a dwa lata później zdał egzamin eksternistyczny. W latach 1961–1972 występował w Teatrze Bałtyckim w Koszalinie, 1972–1983 w Teatrze Ziemi Mazowieckiej w Warszawie, a od 1983 do 1989 w Teatrze Popularnym w Warszawie.
Zasłynął szczególnie z roli Pracusia ze Smerfów, którą po jego śmierci przejął Mieczysław Morański. Zagrał też m.in. kota Choo Choo w starej wersji dubbingowej Kota Tip-Topa zrealizowanej w 1989 r. przez Polskie Nagrania. Wystąpił także w starej wersji dubbingowej Kaczych opowieści.

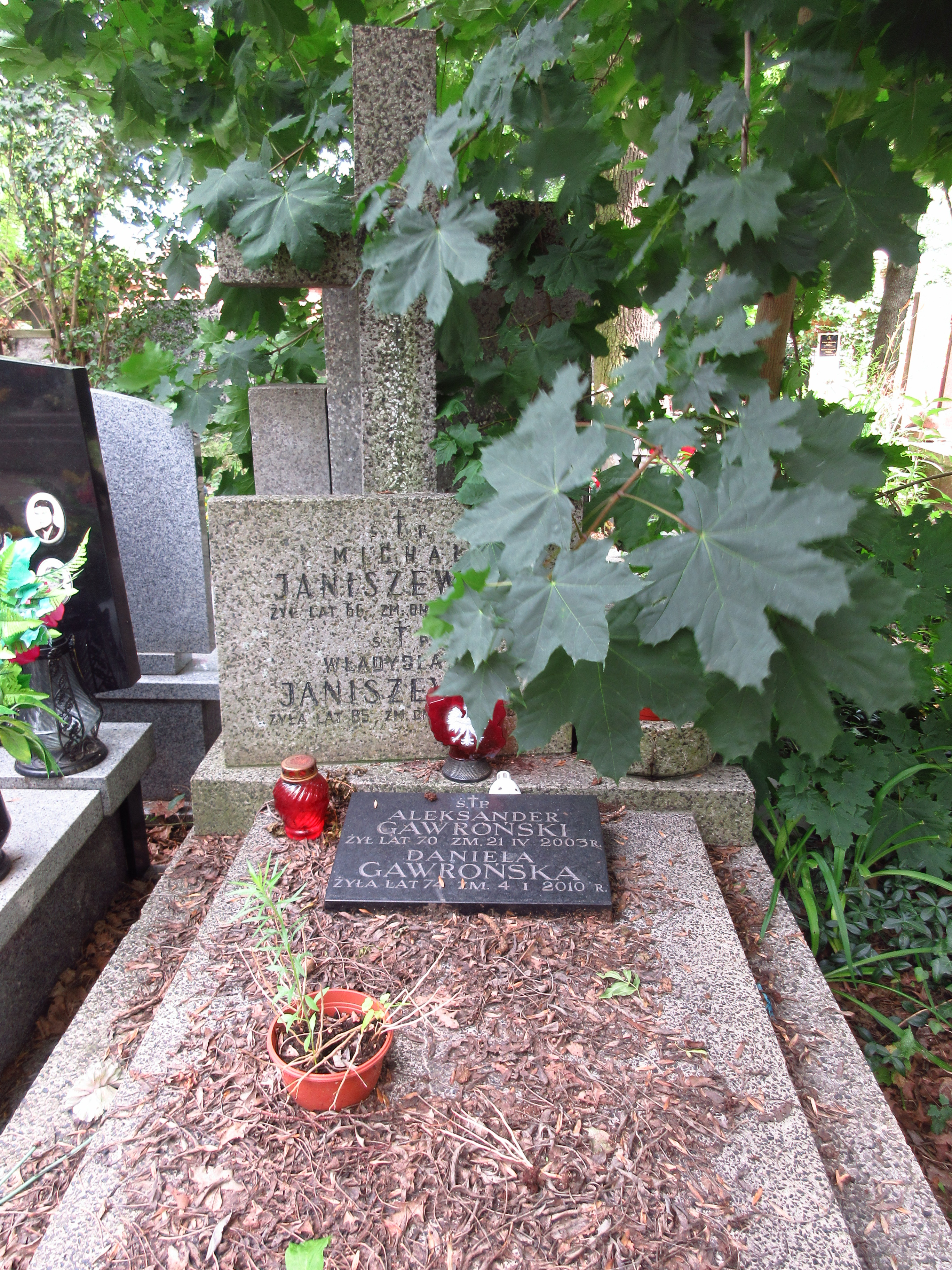
Grób Aleksandra Gawrońskiego na Cmentarzu Bródnowskim

Brat aktora Andrzeja Gawrońskiego, ojciec aktorki Agaty Gawrońskiej. Pochowany został na cmentarzu Bródnowskim (kwatera 114R-8-4).

## Filmografia
- 1973: Na niebie i na ziemi – podporucznik Bielecki
- 1975: Dyrektorzy (odcinki 4-6)
- 1976: Polskie drogi (odcinek 6)
- 1978: Ślad na ziemi – kierowca
- 1979: Najdłuższa wojna nowoczesnej Europy (odcinek 1)
- 1980–1997: Dom (odcinki 1, 6,10 i 17)
- 1983: Alternatywy 4 – sąsiad Balcerka na Pradze (odcinek 3)
- 1983: Co dzień bliżej nieba – handlarz „Jojte”
- 1984–1987: 07 zgłoś się (różne role epizodyczne w odcinkach. 13, 17, 19 i 20)
- 1984: Cień już niedaleko
- 1986: Tulipan (odcinek 6)
- 1986: Zmiennicy – Maciek, robotnik remontujący pałac w Zatorach (odcinek 9)
- 1987: Ballada o Januszku – robotnik pod sklepem (odcinek 1)
- 1987: Rzeka kłamstwa (odcinek 6)
- 1987: Śmieciarz (odcinek 4)
- 1988: Męskie sprawy
- 1988: Spadek – przyjmujący nekrolog do druku
- 1989: Gorzka miłość – Niemiec w młynie
- 1989: Gorzka miłość – Niemiec w młynie
- 1990: Prominent – Puławski
- 1991: Pogranicze w ogniu – antykwariusz w Paryżu (odcinek 16)
- 1991: Szwedzi w Warszawie – klucznik
- 1993: Czterdziestolatek. 20 lat później
- 1993: Kraj świata – milicjant, kandydat rozdający „dolary”
- 1996: Wirus
- 1997–1998: 13 posterunek – Rosolak (odcinki 7, 9, 23)
- 1997: Boża podszewka
- 1999: Pierwszy milion
- 1999: Pierwszy milion
- 1999: 13 posterunek 2 – Rosolak (odcinki 3, 14, 15, 17, 21, 28, 31, 41)
- 2000: Przeprowadzki – dozorca (odcinek 2)
- 2000: Sieć – emeryt
- 2000: Miasteczko – robotnik remontujący kamienicę Teresy (odcinek 45)
- 2000: Niewypowiedziana wojna
- 2002: Wolny przejazd
- 2002: Przedwiośnie – mężczyzna w pociągu do Polski (odcinek 2)

Źródło: Filmpolski.pl.

## Dubbing
- 1996: Byli sobie odkrywcy
- 1995: Archiwista – jeden z lektorów
- 1994–1995: Aladyn – jeden ze strażników Agrabahu (16)
- 1994–1995: Myszka Miki i przyjaciele
- 1991: Słoń Benjamin – Sekretarz Pikler
- 1990–1993: Szczenięce lata Toma i Jerry’ego –
  - rumak Toma (60b),
  - dziennikarz #2 (65c)
- 1989–1992: Brygada RR – burmistrz miasta, gdzie był Bzyczek gigant (21)
- 1987–1990: Kacze opowieści (stara wersja dubbingowa) –
  - celnik na lotnisku (20),
  - jeden z biznesmenów, z którymi Sknerus był w Afryce (38),
  - listonosz (60),
  - jeden z żołnierzy gen. Rhubarba McKwaka (60),
  - handlarz, który sprzedał Kundolowi strój mnicha (79),
  - jeden z uczestników wideokonferencji (95),
  - odkrywca metalpcheł (100)
- 1987: Bajarz – Diabeł z oderwanym kopytem (6)
- 1987: Kocia ferajna w Beverly Hills – Choo Choo
- 1986: Porwanie w Tiutiurlistanie – Koziołek
- 1985–1991: Gumisie – jeden z bliźniaków złodziei (odc. Karmazynowy Mściciel)
- 1985: Śmierć w Wenecji – Grajek
- 1984–1986: Wesoła siódemka
- 1983: Straszydła – Strach
- 1982: Wakacje dla psa
- 1981–1989: Smerfy – Pracuś (po śmierci w nowym dubbingu Mieczysław Morański)
- 1980–1981: Cudowna podróż – Gąsior Marcin
- 1979: Arabela – Złodziej Fousek
- 1975: Pszczółka Maja – Pająk
- 1973: Elżbieta, królowa Anglii – Jacgues
- 1969: Charlie Brown i jego kompania – Snoopy
- 1961–1962: Kocia ferajna (wydanie przez Polskie Nagrania pod koniec lat 80.) – Choo-Choo
- 1960–1966: Flintstonowie – przerażony w poczekalni (83)
- 1960–1966: Między nami jaskiniowcami (pierwsza wersja dubbingu) – Harry (62)

## Odznaczenia
- Brązowy Medal „Za zasługi dla obronności kraju” (1971)[1]
- Srebrny Krzyż Zasługi (1986)[1]